# Valdemar Bjerregaard
Valdemar Bjerregaard, danski general, * 1892, † 1964.